# Kellen Heard
Kellen Heard (Wharton, 17 ottobre 1985) è un giocatore di football americano statunitense che gioca nel ruolo di defensive tackle per i Buffalo Bills della National Football League. Non venne scelto al Draft NFL 2010, successivamente firmò con gli Oakland Raiders. Al college giocò prima per la Texas A&M University e poi alla Memphis University.

## Carriera professionistica

### Oakland Raiders
Heard non fu scelto al Draft 2010. Il 30 aprile firmò come rookie free agent dagli Oakland Raiders. Il 4 settembre venne svincolato, per poi rifirmare con la squadra di pratica il giorno seguente giorno.

### Buffalo Bills
L'11 dicembre 2010 firmò un contratto triennale del valore di 1,215 milioni di dollari di cui 10.000 di bonus alla firma. Non scese mai in campo in quella stagione.
L'anno successivo debuttò nella NFL l'11 settembre 2011 contro i Kansas City Chiefs, finì la stagione con 15 partite da cui 2 da titolare, 21 tackle totali, 2 sack e un fumble forzato.
Il 31 agosto 2012 venne svincolato.

### St. Louis Rams
Il 1º settembre 2012 venne preso dagli svincolati dai Rams, con loro giocò 8 partite con 5 tackle totali, prima di esser svincolato il 10 novembre.

### Indianapolis Colts
Il 27 novembre 2012 firmò un biennale del valore di 1,17 milioni di dollari con i Colts. Finì la stagione con 3 partite e un tackle totale.

## Vittorie e premi
- Nessuno

## Statistiche
| Partite totali      | 26 |
| Partite da titolare | 2  |
| Tackle totali       | 27 |
| Sack fatti          | 2  |
| Intercetti fatti    | 0  |
| Fumble forzati      | 1  |
| Fumble recuperati   | 0  |
| Passaggi deviati    | 0  |